# Pyxicephalidae
Pyxicephalidae é uma família de anfíbios anuros da subordem Neobatrachia, encontrada na África subsaariana. Os gêneros estavam classificados na família Ranidae, entretanto, análises recentes demonstravam que eles formavam uma família distinta.

## Classificação
Pyxicephalidae contém duas subfamílias, com um total de 13 gêneros.
Família Pyxicephalidae
- Subfamília Cacosterninae
  - Gênero Amietia (15 espécies)
  - Gênero Anhydrophryne (3 espécies)
  - Gênero Arthroleptella (3 espécies)
  - Gênero Cacosternum (12 espécies)
  - Gênero Ericabatrachus (1 espécies)
  - Gênero Microbatrachella (1 espécies)
  - Gênero Natalobatrachus (1 espécies)
  - Gênero Nothophryne (1 espécies)
  - Gênero Poyntonia (1 espécies)
  - Gênero Strongylopus (10 espécies)
  - Gênero Tomopterna (11 espécies)
- Subfamília Pyxicephalinae
  - Gênero Aubria (2 espécies)
  - Gênero Pyxicephalus (3 espécies)